# American Vocational School
L'American Vocational School (Shkolla Teknike e Tiranës in albanese; Istituto tecnico di Tirana in italiano) è un istituto professionale di Tirana, in Albania.

## Storia
Venne fondato dalla Croce Rossa americana nel 1921, in una situazione di estrema scarsità di istituti di istruzione superiore nel paese: al momento erano presenti solo tre scuole di istruzione secondarie e nessun istituto tecnico o professionale.
L'accesso era riservato a studenti di sesso maschile e l'insegnamento avveniva in lingua inglese e in diversi campi: muratura, carpenteria, meccanica, disegno tecnico, agricoltura e altro.
Verso il 1930 la scuola ricevette la visita del re Zog, e nei pochi anni a seguire il personale arrivò a contare trentacinque dipendenti, mentre gli studenti arrivarono a essere circa seicento, dai sessanta iniziali.
La Croce Rossa gestì l'istituto fino alla sua nazionalizzazione, avvenuta nel 1933. Da quel momento, le lingue usate per l'insegnamento divennero l'albanese e l'italiano.